# Tomáš Vincour (fotbalista)
Tomáš Vincour (* 2. ledna 2001, Slavičín) je český fotbalový obránce, od srpna 2024 hraje za FK Hodonín. 

## Klubová kariéra
Odchovanec Slavičína, ve kterém i začal s fotbalem.

### SK Slavia Praha
Dne 9. září 2016 přišel do juniorské akademie pražské Slavie. Hrál v juniorských kategoriích, do léta 2019, kdy ho přeřadili do B-týmu. V ČFL s béčkem odehrál 10 zápasů, za kterých vstřelil jednu branku.

### 1. FC Slovácko
Dne 1. února 2020 se po 3,5 letech znovu upsal uherskohradištskému Slovácku. Získal zde dres s číslem 21. Kromě jednoho zápasu hrál pouze za B-tým a za 3 roky zde odehrál 55 zápasů, vstřelil 5 gólů a připsal si jednu asistenci.

### FK Blansko (hostování)
Reakcí na početnou blanenskou marodku přivedlo vedení FK Blansko dne 5. října 2020 Vincoura na sezónní hostování. I přes toto tvrzení blanenských odehrál pouze 3 utkání.

### SFC Opava
Dne 15. února 2023 přestoupil do klubu SFC Opava. Setkal se zde s rodákem a spoluhráčem ze Slavičína, Lumírem Čížem. Opavský sportovní manažer Jaroslav Kolínek při přestupu řekl, že se jedná o mladého a perspektivního obránce, u kterého věří, že se výkonnost bude pořád zlepšovat. Příští zimu měl častá zranění, a tak se dohodli na hostování.

### SK Hanácká Slavia Kroměříž (hostování)
Kvůli očekávaného malého vytížení v Opavě přišel dne 22. února 2024 na půlroční hostování do Kroměříže. K datu hostování měl hodnotu 175 tisíc Euro. V červnu se vrátil zpět do mateřského klubu. V Kroměříži se ani jednou střelecky neprosadil.

### FK Hodonín
Dne 30. srpna 2024 i kvůli nízkému vytížení v Opavě podepsal smlouvu v Hodoníně.

## Zajímavosti
Jeho dvojče, Martin Vincour, je taktéž fotbalista. Hraje obránce v klubu FC TVD Slavičín.